# Волфганг Щаудте
Волфганг Щаудте е германски режисьор, продуцент и актьор, роден на 9 октомври 1906 г. в Заарбрюкен, Германия. Рожденото му име е Georg Fridrich Staudte.
Пътят му към сценичното изкуство е определен още в детските му години от семейната среда – родителите му са актьори. В младежките си години Щаудте е страстен поклонник на пътуващите театрални трупи, в чиито прояви взема участие и самият той. През 1926 г. се случва събитие, което го въвежда в средите на професионалната актьорска гилдия – момчето става член на колектива на популярния по това време театър „Фолксбюне“. Огромно влияние върху творческото му развитие оказват Макс Райнхард и Ервин Пискатор. Първият е и директор на театъра за периода 1915 – 1918 г., но оказва влияние и като художествен ръководител за развитието на актьорския състав на трупата през нелеките военни години. Вторият е също театрален директор и продуцент, популяризатор на творчеството на Бертолд Брехт.
През 1931 г. една покана за второстепенна роля в киното насочва младежа по пътеката към седмото изкуство. По-късно тези случайни връзки определят и съдбата на Волфганг Щаудте – той става режисьор на документални, а впоследствие и на игрални филми.
Като творец със собствено име става известен с филмите си, създадени непосредствено след Втората световна война и разрухата на Германия – филми със специфичен граждански заряд на антифашистка тематика. Такива са „Убийците са между нас“, създаден през 1946 г., в който се разглеждат проблемите на човешката съвест, отговорността пред обществото и пред самия себе си. Следва филмът „Ротация“, заснет през 1949 г.
Впрочем, през 1946 г. е основана и филмовата студия „DEFA“ в тогавашната Германска Демократична Република и Волфганг Щаудте заема своето място сред творците на тази организация, бичуващи реваншизма и милитаризма, бюрокрацията и антихуманизма на буржоазния строй – така, както е прието в творческите среди на новосъздадената социалистическа държава. По тази причина следващия му филм „Верноподаникът“, създаден през 1951 г., излиза на бял свят по киносалоните на ГДР, но не е допуснат до екраните на ГФР – там политическата сатира по това време е забранена. Едва през 1956 г. съкратена версия на филма и в ограничен „тираж“ е допуснат до някои киносалони като „киновъведение в политическата сатира“ и като учебен материал „за сведение“ на киносредите.
За литературен сценарий на филма е взет едноименния роман на Хайнрих Ман, до работната книга на същинския сценарий се стига след сътрудничество между Волфганг Щаудте, Фриц Щаудте и оператора Роберт Баберске, а главната роля е поверена на Вернер Петерс.
На 17 септември 1952 г. Единната Социалистическа Партия на ГДР (SED – „Sozialistische Einheitspartei Deutschlands“) провежда конференция на творците в киноизкуството, на която се взема решение да се въведат нов стил на работа, етични норми и творчески взаимоотношения в кинопроизводството, пречупени през призмата на т.нар. „Социалистически реализъм“. Берлинската стена още не е построена и много творци в сферата на изкуствата, в т.ч. и кинодейци, между които и Волфганг Щаудте, Ерих Енгел и Пол Верховен преминават на Запад.
Следва първият филм на Щаудте, произведен в ГФР – „Роза Бернд“ („Rose Bernd“). Сценаристи са Валтер Улбрих (да не се бърка с Генералния секретар на ГЕСП на ГДР по това време, Валтер Улбрихт) в сътрудничество с Герхард Хауптман. Зад камерата е Клаус фон Раутенфелд, а в главните роли са Мария Шелл, Раф Валлоне и Кейти Голд.
През 1959 г. Щаудте снима „Рози за господин прокурора“, през 1960 г. се появява „Панаир“, а през 1964 г. режисьорът заснема и „Пикник“. И тези филми са пропити с политическа сатира и иронично отношение на автора към идеологически обремененото „ново време“.
През 1968 г. Волфганг Щаудте създава филма „Малки Тайни“, една българо-западногерманска копродукция по сценарий на самия Щаудте и съсценарист Анжел Вагенщайн. Премиерата на това 92-минутно криминале е на 11 август 1969 г. В главната роля е Апостол Карамитев (следователят Дамянов), партньори са му Ани Бакалова, Константин Коцев и Мая Драгоманска. От германска страна (в роляте на Лотар Кунце) играе Карл-Михаел Фолгер.
Волфганг Щаудте е носител на редица награди от различни международни фестивали за гражданската си позиция и високите художествени качества на своите филмови произведения. На филмовия фестивал във Венеция, 25.8. – 10.9. 1955 г. получава награда „Сребърен лъв“ за филма си „Кишке – едно дете, нуждаещо се от любов“.
Волфганг Щаудте умира на 19 януари 1984 г. в Словения.
Източници:
„Die Chronik des Films“, „Chronik Verlag“ im Bertelsmann Lexikon Verlag GmbH, Gütersloch / München 1994.
„Мисли за киноизкуството“, антология, „Наука и Изкуство“ 1973 г., том втори.